# Чајничко јеванђеље
Чајничко јеванђеље је једина средњовековна рукописна књига из старе српске државе Босне која је до данас сачувана у Босни и Херцеговини. Јеванђеље је према особеностима језика датирано у рани 15. век, а настало је на тлу источне Босне. Чува се у Чајничу и власништво је Српске православне цркве.
Чајничко јеванђеље исписано је на фино обрађеном пергаменту, димензија 19,5 × 15 цм. Рукопис је украшен иницијалима, посебно у Јеванђељу по Матеју. Иницијали су различитог облика, врло архаични, често у двојним преплетима, са палметама, полупалметама и волутама. Цртеж је изведен цинобером, а поједини су испуњени плавом или црвеном бојом. Детаљну обраду (палеографску и лингвистичку) о овом јеванђељу извршила је Вера Јерковић у монографији Палеографска и језичка испитивања о Чајничком јеванђељу из 1975. године. Један од њених закључака јесте да је Чајничко јеванђеље настало на двору феудалца Павла Раденовића.

## Рукопис
Рукописно јеванђеље из раног 15. века које је настало на двору феудалца Павла Раденовића, родоначелника великашке породице Павловићи, које уз велику културно-историјску вредност има и огроман духовни значај, чува се у музеју цркве Успења Пресвете Богородице у Чајничу и вековима уназад у власништву је и под старањем Српске православне цркве — Митрополије дабробосанске.
Рукопис Чајничко јеванђеље у науку је уведен 1900. године на основу описа целе српске књижевне збирке из СПЦ у Чајничу, у којој је споменик био интегрални део природно слагане целине вековима као „рукопис српске редакције”, и наука га је цели век потврђивала као рукопис „србуљске рецензије”, а што је темељно палеографски и језички анализирано, доказано и у докторској дисертацији Вере Јерковић 1971. године. Чајничко јеванђеље је искључиво захваљући СПЦ и православним верницима остало очувано 500 година тамо где је и настало - кроз литургијску употребу у СПЦ.
Један од секундарних преписивача Чајника четворојеванђеља сматрао је важним да напише на страни. л.83 да је ово „књига Исуса Христа, сина Бога великога“, на л.89 в, „се ест книга Исуса Христа Б(ог)а живаго“, а на страни 145., вероватно супротстављајући се босанским фрањевцима који су их оптуживали да одбацују хришћанске свеце и божанску природу Сина Божијег. Непознати уметник је касније на једној празној страници нацртао лик Марка Краљевића.

### Документовани покушаји отимања
Уз сагласност митрополије дабробосанске, 2007. године комплекс цркава Успења Пресвете Богородице и Вазнесења Христовог, заједно са свим покретним културним добрима која се у њима чувају, међу којима је и Чајничко јеванђеље, проглашен је за национални споменик БиХ. Међутим, комисија за очување националних споменика БиХ 2013. године донела је нову одлуку. Чајничко јеванђеље издвојено је из ове целине и проглашено националним добром БиХ, а поступак је покренут, како се наводи у одлуци комисије, на предлог Харуна Буцаловића из Сарајева.
„Чајничко јеванђеље једина је средњовековна рукописна књига босанске провенијенције до данас сачувана у Босни и Херцеговини“, пише у одлуци у којој се на само једном месту помиње Српска православна црква, на оном где се наводи да је у њеном власништву и то написана малим словом.